# École de médecine navale de Rochefort
Cet article concerne une ancienne école. Pour l'hôpital où elle se trouvait, voir Hôpital de la Marine de Rochefort. Pour le musée, voir Musée national de l'Ancienne École de médecine navale.

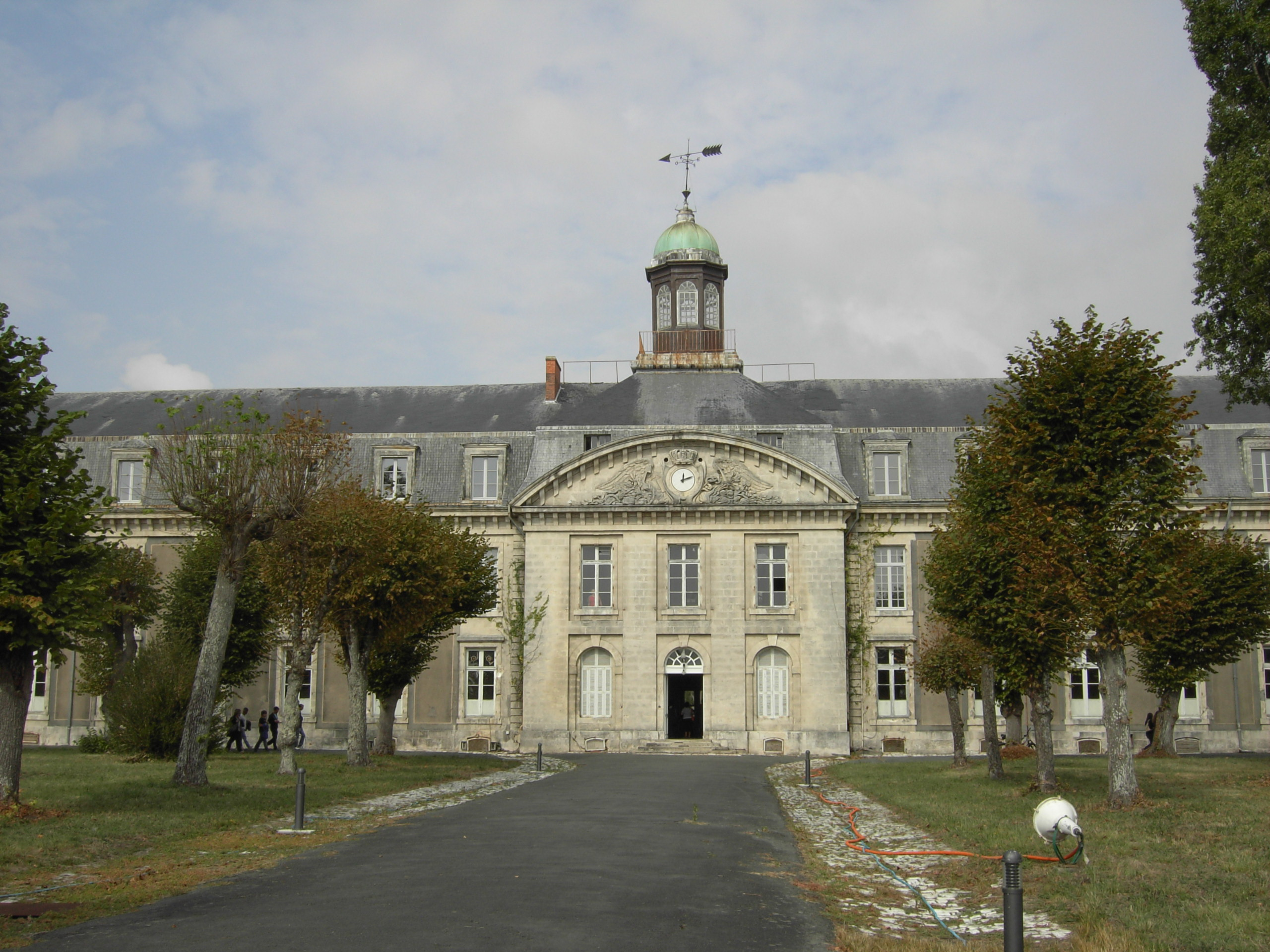
Hôpital de la Marine de Rochefort, façade sud.

Dès la création, en 1666, de l'arsenal de Rochefort voulu par Colbert, il a été décidé d'y installer un hôpital de la Marine. Mais la décision de créer une école d'anatomie et de chirurgie ne fut prise que sous la Régence (1715-1720). La réputation de l'École de médecine navale de Rochefort, ainsi que son rayonnement, sont devenus considérables au cours du XVIIIe siècle.  
L'histoire de l'école de Rochefort est marquée par trois personnages qui ont, grandement contribué à son éclat : Jean Cochon-Dupuy (1674-1757), son fils, Gaspard (1710-1788) et Pierre Cochon-Duvivier (1731-1813), cousin éloigné de Gaspard.
C'est sous le Directoire (1795-1799) que l'appellation d’école d'anatomie et de chirurgie change pour devenir celle d’école de médecine navale (1798).

## L'évolution de l'institution (1666-1800)

### Les débuts
L'implantation de l'hôpital de la Marine a d'abord eu lieu à Tonnay-Charente, dans le prieuré Saint-Éloi, mais par manque de place, la structure a été transférée en 1683 à l'intérieur de l'arsenal de Rochefort, à proximité du magasin des vivres. Le bâtiment est alors appelée Hôpital-Charente.
En 1704, sous les auspices de l'intendant Michel Bégon, Jean Cochon-Dupuy devient second médecin de la marine à Rochefort. À la mort de son supérieur, le docteur Gallot, il devient premier médecin (1712).
Les premières traces officielles d'enseignement apparaissent en 1715. La principale ambition de Cochon-Dupuy est d'ouvrir une école d'anatomie et de chirurgie. Grâce au soutien constant de l'intendant François de Beauharnais, un premier amphithéâtre est ouvert en 1722. L'école de Rochefort est née et elle est promise à un exceptionnel avenir.

### L'école auXVIIIesiècle
À partir des années 1720, l'école connaît un spectaculaire développement. En 1725, on compte huit chirurgiens ordinaires et douze élèves. En 1740, les effectifs sont tombés à dix pour les chirurgiens mais sont passés à trente pour les élèves. En 1759, l'école compte trente chirurgiens et une centaine de subalternes.
Cet essor est en partie dû au soutien du comte de Maurepas. En 1727, l'école accueille le secrétaire d'État de la marine, venu assister à deux leçons dans l'amphithéâtre et à une démonstration de dissection par les élèves. Maurepas prend alors conscience de l'intérêt de telles structures. Il fait ouvrir une école à Brest (1731) alors que Toulon avait imité Rochefort dès 1725 (ouverture d'une simple salle de dissection), mais l'arsenal provençal était mal équipé.
Toutefois, chaque arsenal conserve une formation indépendante des unes des autres. En 1737, Rochefort se dote de son propre règlement. Il sera imposé en 1768 à toutes les autres écoles de médecine navale du royaume. L'historien Jean-Luc Suberchicot voit en Cochon-Dupuy le précurseur de l'enseignement clinique hospitalier.
À la mort de Jean Cochon-Dupuy (1757), l'école de santé de Rochefort est une institution importante (400 lits) et pérenne. Pourtant, à cause de besoins croissants, l'hôpital est trop petit. En 1783, un nouvel hôpital est construit sous la direction de l'ingénieur Pierre Toufaire. Le bâtiment de l'Hôpital de la Marine de Rochefort est inauguré en 1788 sous le nom d'hôpital de la Butte. Un espace y est réservé pour l'école d'anatomie et de chirurgie.

### L'école pendant la période révolutionnaire (1789-1800)
L'hôpital change de nom sous la Révolution et devient l'hôpital de la Fraternité. Les règlements antérieurs sont annulés. Dorénavant, l'avancement se fait par nomination individuelle (au lieu de concours).
En 1798, on dissocie les matières d'enseignement. L'anatomie et la chirurgie forment l'école de médecine tandis que les apothicaires deviennent pharmaciens mais la séparation en deux corps distincts (médecine et pharmacie) ne se fait qu'en 1866 sous Napoléon III.

## Déroulement des études

### Admission des élèves
Pour intégrer l'école d'anatomie et de chirurgie, il fallait être âgé d'au moins quinze ans, sans incapacité physique et satisfaire à un examen d'entrée passé devant les autorités médicales de l'arsenal.

### Organisation de la scolarité
L'enseignement était subdivisé en trois parties :
- la médecine interne était enseignée par le premier médecin. Il dispensait des cours de médecine générale, de botanique et sur l'usage des remèdes ;

- l'anatomie et la chirurgie étaient enseignées par le chirurgien-major ;

- l'enseignement pratique de la chirurgie était enseigné par un chirurgien-démonstrateur. Il apprenait aux jeunes gens la dissection, la cautérisation, les techniques de bandage, etc.

L'installation du bagne et l'arrivée des bagnards (1766) a permis à l'hôpital de recruter du personnel. 
Les élèves disposaient à Rochefort de structures de qualité : lien école-hôpital, jardins botaniques (pharmacopée végétale à l'époque) et bibliothèque.
Jean Cochon-Dupuy invitait ses élèves à visiter la chambre des malades, à lire les prescriptions des médecins, à fréquenter l'apothicairerie. Les cours de botanique avaient lieu l'été, et ils étaient remplacés l'hiver par des cours sur l'art des bandages.

### Traditions
L'École de santé navale est appelée dans le monde militaire "Navale" et ses élèves sont les "Navalais". La confusion est souvent de mise avec l'École navale qui est quant à elle surnommée "la Baille" et dont les élèves sont les "Bordaches".

## Musée
L'école de médecine navale se trouvait dans le pavillon sud-ouest de l'Hôpital de la Marine de Rochefort. Ce pavillon, restauré en son état du milieu du XIXe siècle, est devenu en 1998 un musée national, appelé Ancienne École de médecine navale. On peut y voir la bibliothèque et les collections anatomiques, zoologiques, botaniques et ethnographiques qui servaient à la formation des élèves.